# International Journal of Electronics and Telecommunications
International Journal of Electronics and Telecommunications (IJET) – kwartalnik naukowo-techniczny, należący do grupy recenzowanych, archiwalnych, krajowych wydawnictw o zasięgu międzynarodowym związanych z elektroniką i telekomunikacją, wydawany w języku angielskim w Internecie, publikowany przez Komitet Elektroniki i Telekomunikacji PAN.
Właścicielem czasopisma jest Polska Akademia Nauk. IJET jest publikowany przy współpracy z Instytutem Systemów Elektronicznych oraz Instytutem Telekomunikacji Politechniki Warszawskiej. Redakcja miesięcznika współpracuje z uczelniami technicznymi, instytutami badawczymi oraz krajowymi i międzynarodowymi stowarzyszeniami naukowymi z obszaru elektroniki i telekomunikacji, a w tym:  Polską Sekcją Institute of Electrical and Electronics Engineers, SPIE, PSP, SEP, i innymi.

## Indeksowanie bibliometryczne IJET
Czasopismo IJET jest notowane w krajowych i międzynarodowych bazach danych bibliograficznych i bibliometrycznych, takich jak: DeGruyter, INSPEC, WorldCat OCLC, Google Scholar, Elsevier SCOPUS, PBN – Polska Bibliografia Naukowa, OPI BazTech, Biblioteka Narodowa, Index Copernicus i innych. IJET publikuje artykuły na zasadzie otwartego dostępu, i jest indeksowany w bazach danych ROAD i DOAJ. Czasopismo posiada indeks wpływu SJR (SCImago Journal Rank) przyznawany przez SCOPUS i będący ekwiwalentem indeksu JIF (Journal Impact Factor) przyznawanego przez Thomson Reuters Institute for Scientific Information (ISI). Czasopismo stara się o wejście do bazy danych ISI (Instytut Filadelfijski) i uzyskania międzynarodowych wskaźników bibliometrycznych JIF i Index Hirscha.

## Obszary tematyczne
Obszary tematyczne poruszane na łamach czasopisma są związane z aktywnością naukową, techniczną i ekspercką Sekcji Komitetu Elektroniki i Telekomunikacji PAN, i obejmują: kompatybilność elektromagnetyczną; mikroelektronikę; mikrofale i radiolokację; optoelektronikę i fotonikę; sygnały, układy i systemy elektroniczne; technologię elektronową i materiałów elektronicznych; telekomunikację. Obszary te są rozszerzane o nowe dziedziny jak technologie e-learningu, Internet rzeczy oraz wirtualizacja infrastruktury informacyjnej. Redakcja IJET pracuje w systemie OJS – Open Journal System.

## Historia
Czasopismo jest wydawane nieprzerwanie od roku 1955. W latach 1955–1989 było publikowane pod nazwą Rozprawy Elektrotechniczne, w latach 1990-2009 jako Kwartalnik Elektroniki i Telekomunikacji (Electronics and Telecommunications Quarterly), a od roku 2010 jest publikowane pod tytułem International Journal of Electronics and Telecommunications (IJET). Funkcję redaktorów naczelnych pełnili profesorowie: Witold Nowicki, Adam Smoliński, Wiesław Woliński, Tadeusz Łuba, a obecnie Ryszard Romaniuk. Przewodniczącym Komitetu Programowego IJET jest ex-officio Przewodniczący Komitetu Elektroniki i Telekomunikacji PAN prof. Józef Modelski.